# Chiesa di Santa Maria del Pino (Coazze)
La chiesa di Santa Maria del Pino è la parrocchiale di Coazze, in città metropolitana e arcidiocesi di Torino; fa parte del distretto pastorale Torino Ovest.

## Storia
La prima citazione di una chiesa a Coazze risale al Basso Medioevo ed è da ricercarsi in un documento datato 23 luglio 1289, in cui si parla della in Couacies ecclesiam S. Mariae

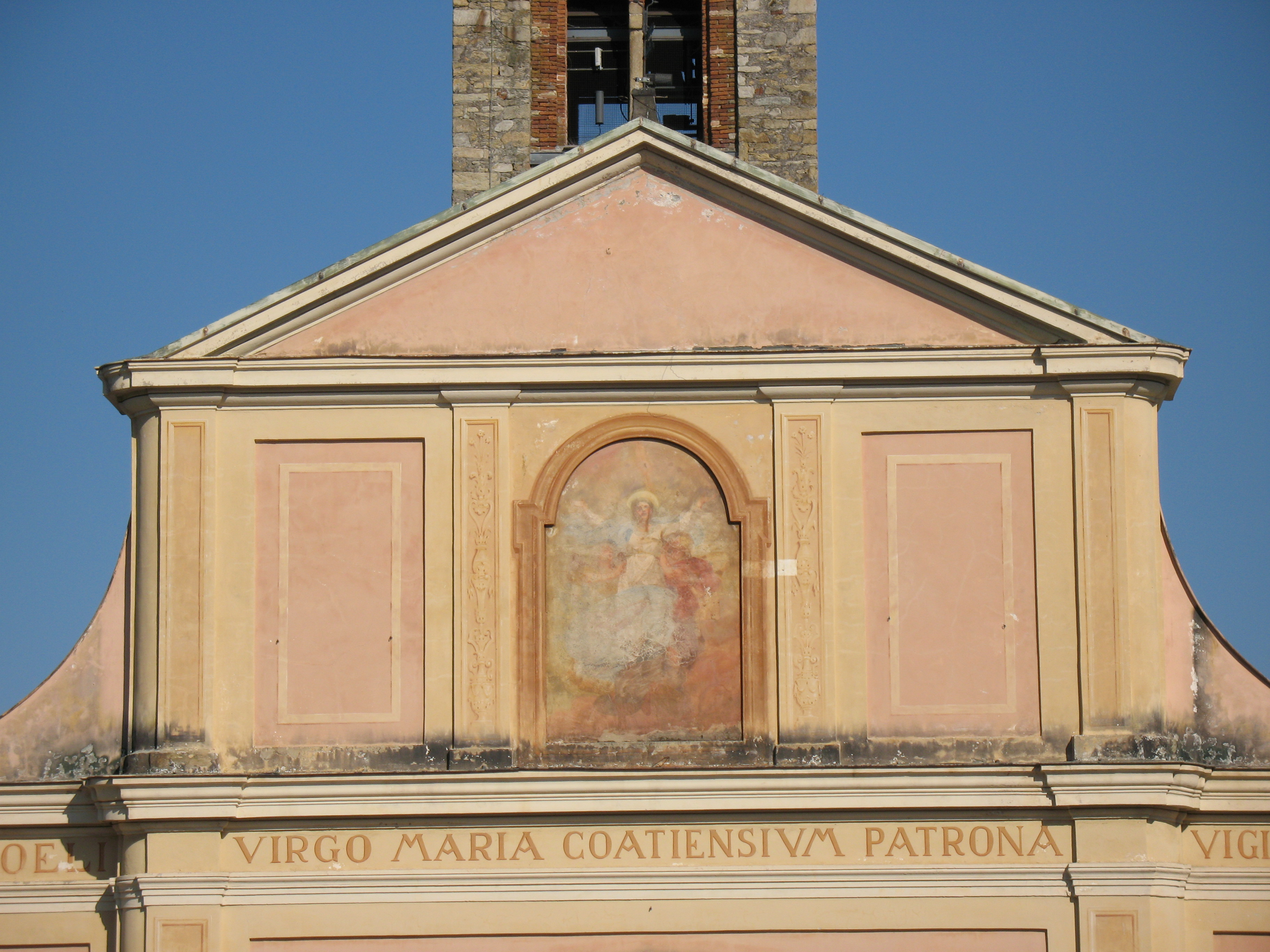
Particolare della facciata

Tra il 1576 e il 1590 fu portato a termine il campanile e venne ultimato il rivestimento in calce del soffitto; inoltre, si eseguirono gli affreschi delle cappelle laterali e si stabilì l'intitolazione all'Assunzione di Maria Vergine.
Nel 1749 partirono i lavori di ampliamento e di rifacimento della parrocchiale, che furono poi terminati nel 1778 con la realizzazione della facciata; in questa occasione la navata venne allungata di due campate e furono costruiti gli altari laterali ed eseguiti gli stucchi delle cappelle.
Ulteriori interventi vennero condotti tra il 1868 e il 1890: furono risistemati il pavimento, la cupola e l'altare maggiore e vennero decorate le pareti, la facciata e le volte.
Tra il 2010 e il 2011 il tetto dell'edificio fu oggetto di un rifacimento; contestualmente vennero restaurate la facciata e le decorazioni interne.

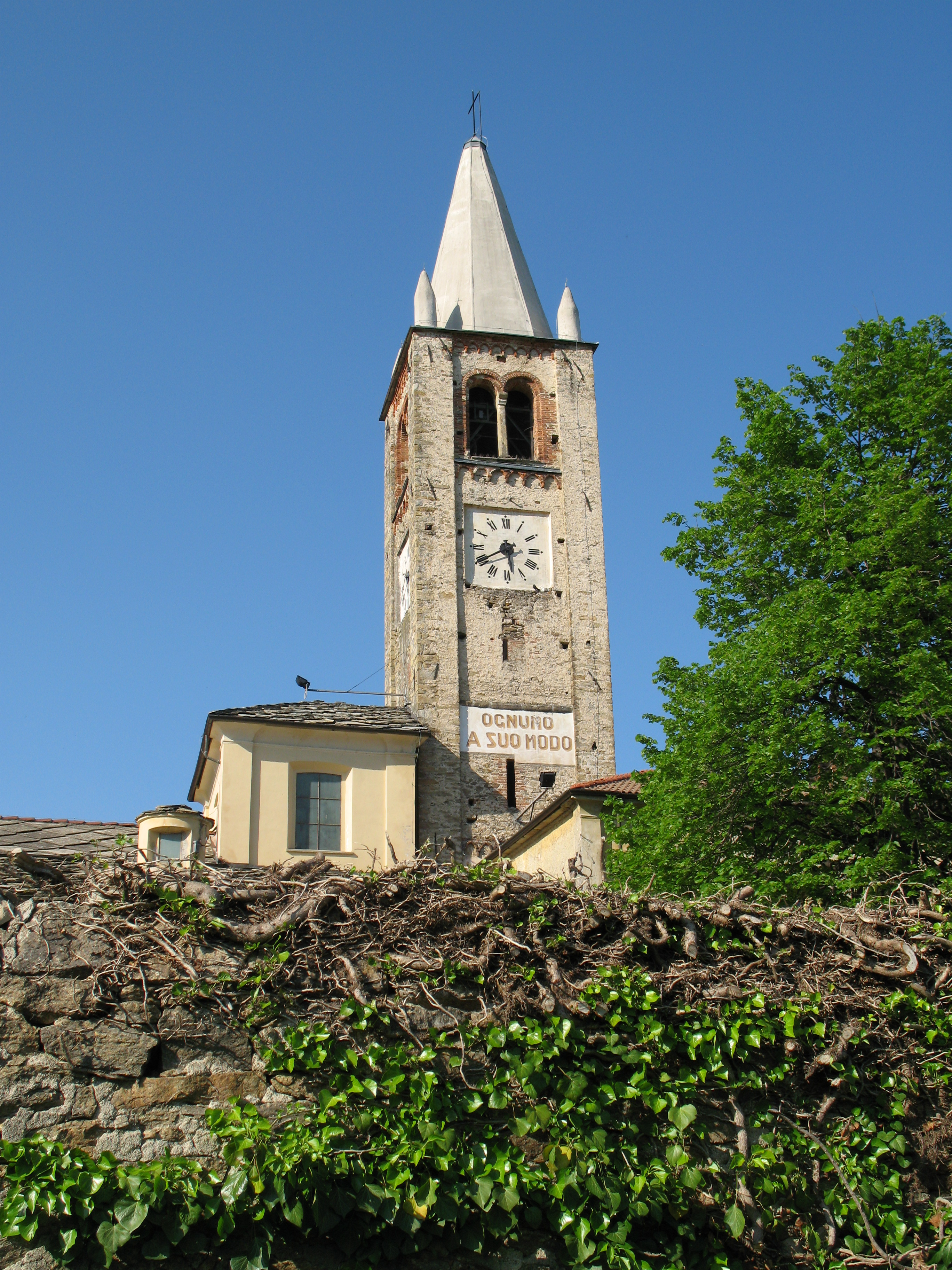
Il campanile

## Descrizione

### Esterno
La facciata della chiesa, a salienti e rivolta a ponente, è spartita da una cornice in due registri; quello inferiore, composto da un corpo centrale aggettante e da due ali minori e scandito da lesene, presenta il portale d'ingresso, sovrastato da una lunetta e dalla scritta "DEIPARE VIRGINI SIDERA SCANDENTI", e due finestre; quello superiore, coronato dal timpano triangolare, è caratterizzato da un dipinto avente come soggetto la Beata Vergine Assunta, realizzato nel 1890.
Annesso alla parrocchiale è il campanile in pietra a pianta quadrata; lungo la canna presenta delle lesene angolari, mentre la cella è caratterizzata da quattro bifore e coronata dalla guglia ottagonale e da quattro pinnacoli.

### Interno
L'interno dell'edificio si compone di tre navate, di cui la centrale voltata a botte e le laterali coperte da volte a crociera; al termine dell'aula si sviluppa il presbiterio, sopra il quale si innalza la cupola.
Opere di pregio qui conservate sono l'affresco quattrocentesco raffigurante la Beata Vergine del Latte, i medaglioni contenenti le rappresentazioni dei Dodici Apostoli e i riquadri con le Scene della vita di Maria.